# Vejen (stacja kolejowa)
Vejen (duń: Vejen Station) – stacja kolejowa w Vejen, w regionie Dania Południowa, w Danii. Jest obsługiwana przez pociągi Danske Statsbaner. Znajduje się na linii kolejowej Lunderskov-Esbjerg.